# Турбомлазни мотор
Турбомлазни мотор (енгл. Turbojet) је најједноставнији у оквиру укупног погона. Основни су му делови усисник, компресор, комора сагоревања, турбина и млазница. Првенствено је развијен за војне ловачке авионе, током Другог светског рата. Усавршавање му је уско повезано са развојем технологије отпорних легура у условима високих температура и механичких оптерећења. Компресор служи за усисавање и сабијање ваздуха, који се спроводи у одељак за сагоревање у коме се додаје гориво и прави се смеша која сагорева. Сагорели гасови са повећаном енергијом струјања кроз турбински систем, чији обртни момент се преноси на покретање компресора, са вратилом. Компресор, према принципу рада и према конструкцији, може бити аксијални и радијални. Када је уведен турбомлазни мотор, максимална брзина ловачких авиона, опремљених са њима, је повећана најмање за 160 km/h, у односу на претходне, са клипним мотором. Релативна једноставност конструкције турбомлазног мотора би тада олакшала ратну производњу, али се рат завршио пре него што се стигло са његовом индустријализацијом.
У годинама после рата, недостаци турбомлазног мотора убрзо су постали очигледни. На брзинама авиона, које одговарају Маховом броју испод 2, турбомлазни мотор се показао као велики потрошач горива и творац огромне буке. Нису се дуго задржали у широј примени, а остало је у производњи само још неколико његових типова. Историјски прелазак на другу технологију погона авиона, био је доста болан за ваздухопловство и плаћен је са многим животима искусних пилота, пошто је било тешко прећи на измењену технику управљања (пилотирања).

## Историја и принцип примене
Први млазни мотор, са гасном турбином, патентирао је Француз Максим Жулиам (фр. Maxime Guillaume), 1921. године. Његов мотор је био са аксијалним протоком, али никада није био изграђен, због тога што тадашњи технолошки ниво није то омогућавао.
Практични технолошки предуслови, за градњу виталних делова турбомлазног мотора, компресора и турбине, стекли су се тек 1926. године, када се и почело са реалним пројектима.
Хајнкел Хе 178 је први авион на свету који је летео са турбомлазним мотором. Полетео је 27. августа 1939. године, са пробним пилотом Ерих Варситз. Прва два серијска авиона са турбомлазним мотором, који су уведени у оперативну употребу 1944. године су Месершмит Ме 262 и Глостер Метеор.
Турбомлазни мотор се првенстено користи за погон авиона, а ређе и за друга возила, као што су на пример аутомобили. Ваздух усисава ротирајући компресор, који му повећава притисак пре уласка у комору сагоревања. Гориво се у комори меша са компримованим ваздухом и запали се са искром свећица. Процес сагоревања значајно подиже температуру смеше гаса. Топли продукти сагоревања протичу кроз турбину и шире се, преносећи јој део енергије, који је потребан за погон компресора, преко вратила. Овај процес ширења кроз турбинско коло, смањује гасу температуру и притисак, али оба ова параметра су и даље далеко изнад вредности у односу на околину. Гас истиче из турбине и наставља да се шири, са великом брзином, кроз млазницу, захваљујући великој разлици притиска, у односу на спољну средину. При томе настаје позитиван прираст количине кретања, па и сила потиска са супротним смером дејства од истицања гаса.
Прве генерације млазних мотора, биле су чисти турбомлазни, са центрифугалним (радијалним) компресорима (као код авиона (Хајнкел HeS 3), а убрзо после тога, почели су да се користе аксијални (као код авиона Јункерс Јумо 004), што је смањило пречник попречног пресека мотора па и авиона. Авиони са турбомлазним моторима су били у стању да постигну изузетно велике висине и брзине лета, много веће него са елисама, због боље компресије и због велике брзине издувних гасова. Међутим, нису били ефикасни због велике потрошње горива. Модерни млазни мотори су углавном двопроточни турбомлазни мотори, који су и тај недостатак ублажили.
Један од познатијих новијих авиона (чија је оперативна употреба такође престала), који је користио класични турбомлазни мотор „Олимпус 593“, је познати надзвучни путнички авион Конкорд (авион). За погон Конкорда је био погодан класични турбомлазни мотор, због свог малог попречног пресека и велике брзине издувних гасова, што одговара надзвучним брзинама, које одговарају Маховом броју око 2. Конкордови мотори су, на тим надзвучним брзинама лета, трошили мање горива по јединици пређеног пута и превезеног терета од најмодернијих двопроточних турбомлазних мотора, на својим економичним путним брзинама.
Турбомлазни мотори су имали значајан утицај и на авиосаобраћај. Поред тога што су авиони са њима били бржи, од са клипним погоном, били су и веће поузданости. Пре су комерцијални авиони били са чак 4 и више елисоклипних мотора, првенствено због увећања поузданости. Та иста поузданост се касније обезбеђивала са два или три турбомлазна мотора.

## Први пројекти
Први немачки мотори су имали озбиљних проблема са издржљивости лопатица турбине на великим улазним температурама гасова. Недостатак одговарајућих легура, због ратних несташица, а и технолошког нивоа развоја, доводило је до брзог оштећења статорских и роторских лопатица турбине. Њихови мотори из првих партија нису издржавали, у просеку, више од 10-25 сати рада, до већег оштећења. Често су комади метала, од оштећених делова, летели из млазнице мотора, када се турбина прегреје. Британски први мотори су имали тенденцију боље издржљивости, имали су рад до 150 сати, између суседна два ремонта. Неколико оригиналних ловачких авиона је музејски сачувано са својим изворним моторима, али многи су их заменили са савременијим, као што је репродукован Месершмит Me 262 са мотором Џенерал Електрик J85.
САД су поседовале и користиле најбоље материјале за израду турбина за компресију ваздуха за пуњење мотора са унутрашњим сагоревањем за њихове бомбардере, који су летели на великим висинама, Другом светском рату, тако да су већ имали предност. Неки амерички млазни мотори су имали могућност за убризгавање воде још у компресорски проток, пре сагоревања, обично током полетања. Вода је успоравала сагоревање, а као резултат тога, мотор је остајао хладнији, па и његова турбина, а авион је остављао велики траг дима.

Данас су ови проблеми много боље решавају, али је температура и даље ограничавајући фактор за турбомлазни мотор, посебно у надзвучном лету. На највишим брзинама, компресија се повећава са динамичким притиском улазног ваздуха, а температура расте у целом мотору, до те мере да се лопатице турбине топе, што је приморало конструкторе на смањење протока горива за ниже температуре, али то смањује и потисак, што последично ограничава максималну брзину лета. Из тих разлога се користе набојно млазни мотори, који немају лопатице нити турбину и зато су у стању са њима да лете авиони са већим брзинама, а са ракетним моторима, са још већим.
Користе се високоотпорни материјали, те су повећане критичне температуре испред турбине и уз помоћ аутоматске регулације горива, скоро да је прегревање мотора није могуће.

## Принцип рада
Рад млазних мотора заснива се на принципу акције и реакције силе (Трећи Њутнов закон). Промена брзине гаса, између довода ваздуха (усисник) и одвода сагорелих гасова (млазница) ствара импулс силе (у даљем тексту потисак), на задњем делу мотора, тако да се иста преноси преко носача његове везе са возилом (авионом), супротног смера од протока (слика доле десно). Варијанта, под називом турбомлазни мотор, усисава ваздух са компресором (на принципу вентилатора) и спроводи га у простор за мешање са горивом (комора сагоревања), где се та добијена смеша пали и сагорева. При сагоревању смеше ваздуха и горива (керозина) ослобађа се велика топлотна енергија, са високом температуром гасова који имају тежњу да се шире, због чега струје са великом брзином према једином слободном отвору, млазници мотора. Кроз млазницу се гас убрзава, сагласно законитости промене њених попречних пресека, дуж њене уздужне осе. Претходно је гас, испред млазнице, прошао кроз лопатице турбине и на њено коло пренео део енергије, која је даље пренета са вратилом за погон кола компресора.
Овај процес је континуалан, теоретски га је обрадио Џорџ Брајтон и зато се и назива Брајтонов циклус. Састоји се из ревизибилне адијабатске компресије, односно адијабатског ширења и ревизибилног изобарског хлађења.
Генерално, турбомлазни мотор се дели на хладну и топлу зону. Хладну зону сачињавају усисник и компресор, а топлу комора сагоревања, турбина и млазница. Сагласно одвијању процеса, дуж мотора је различита и расподела притиска.
|                     |                          |                         |
| Шема склопова       | Карактеристични сегменти | Анимација протока, кроз |
| турбомлазног мотора | дуж турбомлазног мотора  | турбомлазни мотор.      |

### Усисник ваздуха
Испред компресора је уводник ваздуха, који је продужетак усисног канала авиона, после интеграције мотора. Пројектован је да буде што ефикаснији у процесу повећања притиска ваздушне струје, потребног за напајање мотора. Ваздух после проласка кроз усисник улази у компресор. Ефикасност усисника квалификује критеријум минималних губитака енергије струјања ваздуха кроз њега, до улаза у компресор.

### Компресор
Компресор енергетски погони турбина. Обрће се са великом брзином, додајући енергију ваздушној струји, а у исто време сабија (компримује) ваздух у мањи простор (запремину). Компримовањем ваздуха, повећава му се притисак и температура.
У већини случајева код авиона са турбомлазним мотором, узима се ваздух и за секундарне потребе, укључујући и за климатизацију кабине за системе за хлађење и одлеђивање. Ово одвођење ваздуха смањује укупну ефикасност мотора, али је у коначном билансу то неопходно, корисно и прихватљиво.
Неколико типова компресора се користе за турбомлазне моторе и то су: аксијални, центрифугалне, аксијално-центрифугални, двоструки центрифугални, итд. У центрифугалним компресорима ваздух струји радијално у односу на осу мотора, па се исти зову радијални. Они су мање дужине, али су већег пречника попречног пресека. Сагласно томе је и њихов је такав последични утицај на пројекат трупа авиона, или гондоле за смештај мотора. Због конструктивних и аеродинамичких предности, превласт имају аксијални компресори. Аксијални компресори су погоднији за оптимизацију ефекта корисног дејства. Подешавање решења при интеграцији лопатица статора и ротора, пружа велике могућности у оптимизацији, као и одвајање секција различитог нивоа притиска, са погоном засебних вратила сваке секције, са различитим брзинама ротације. На тај начин се обезбеђује степенасто повећање притиска, од сегмента до сегмента и на крају у улазу у комору сагоревања се оствари притисак са двоцифреном вредношћу већим од улазног из усисника.
Код првих турбомлазних мотор, компресори су остваривали степен сабијања ваздуха 5:1 (као и доста једноставне помоћне погонске јединице и мали турбомлазни мотори и данас). Аеродинамичка побољшања, као и навено дељење система компресије у два и више блокова и укључивање променљиве геометрије компресора омогућило је, за савремене турбомлазне моторе, да остваре укупни однос степена сабијања ваздуха на 15:1, па и више.
Након напуштања блока компресора, сабијени ваздух улази у комору за сагоревање и меша се са горивом.
|  |  |

Шема турбомлазног мотора са радијалним компресором и анимација његовог рада
|  |  |

Шематски приказ рада мотора са аксијалним протоком струјања и анимација рада његовог компресора..

### Комора за сагоревање
Комора / коморе су део турбомлазног мотора, у којима се сабијени ваздух из компресора меша са горивом (керозином). Добијена смеша се пали и бурно сагорева, на нешто различит начин у односу на процес у моторима са унутрашњим сагоревањем. Код клипних мотора је мешавина гаса, релативно мале запремине, када сагорева притисак драматично порасте. У турбомлазном мотору, смеша ваздуха и горива протиче континуално, са униформним струјањем, кроз комору сагоревања. Са сагоревањем смеше, температура јој се драматично повећава, а притисак опада за неколико процената.
|                                   |                                              |
| Шема процеса сагоревања у комори. | Старије решење, коморе распоређене по ободу. |

Мешавина горива и ваздуха мора бити изведена при скором заустављању струјања, тако да буде пламен стабилан и да се тако може одржати. Ово се дешава одмах на почетку коморе за сагоревање. Унапред (према компресору) фронт пламена се не развија, пошто долази чист ваздух без горива, а према турбини се развија са растом температуре. Ово осигурава добро сагоревање, на што се утиче и са конструктивним обликовањем коморе за сагоревање, а проток према турбини је убрзан. Делимичан пад притиска је неопходан, зашто је разлог ширења гасова који путују (струје) напоље, изван задњег дела мотора а не према напред. Мање од 25% ваздуха је укључено у сагоревању, у неким моторима мање око 12%, остатак делује као „акумулатор“ да апсорбује ефекте грејања од сагоревања горива.
Још је једна разлика између клипних и млазних мотора, а то је да је врх температуре пламена у цилиндрима клипних мотора само тренутан и временски је кратак део од пуног циклуса. Комора сагоревања је стално изложена температури врха пламена и под прилично високим притиском, под оптималним односом горива и ваздуха све би се топило низ струју истицања. Уместо тога, код млазних мотора је процес са врло „мршавом“ мешавином. Толико „мршавом“ да не подржава нормално сагоревање. Централно језгро протока (примарни проток ваздуха) се меша са довољно горива, да буде бољи процес горења. Коморе сагоревања су пажљиво обликоване, тако да одрже слој свежег ваздуха (изолацију) између њених металних зидова и централног језгра. Овај не сагорени ваздух (секундарни проток ваздуха), меша се са гасовитим продуктима сагоревања и значајније не угрожава пренос енергије турбини. Први турбомлазни мотори су имали више комора сагоревања, мањег пречника, кружно распоређених. Савремена решења су са интегралном „прстенастом“ комором оптимизираног облика.

### Турбина
- 3-степена турбина од мотора GE J79.
- Турбинска лопатица од RB 199.[а]

Најранији турбомлазни мотори су имали једностепену турбину, данас су најчешће тростепене. Сваки степен турбине се састоји од статора и ротора и један и други имају венац одговарајућих лопатица. Први степен турбине је изложен струјању гасова веће температуре и већег притиска, а сваки наредни степен са њиховим падом (падом енергије). Свако турбинско коло прими део енергије из струјања гасова и исту пренесе преко свога вратила на одговарајући компресорски блок за сабијање ваздуха, у ствари за обнављање енергије мотора. Прво турбинско коло се најбрже обрће и то преноси на последњи компресорски блок, у коме је највећи притисак сабијеног ваздуха и из кога се ваздух спроводи у коморе сагоревања.
Лопатице турбине се обично хладе са ваздухом из компресора, кроз унутрашње капиларне канале и на тај начин се штите од термичких преоптерећења. То обично није довољно за високе перформансе мотора, па се много улаже и на истраживање високо отпорних материјала, суперлегура, на примену материјала са монокристалном структуром и керамике у изради лопатица турбина. Свакако су најугроженије лопатице првог кола турбине, кроз које протиче гас са највећом температуром, са највећим притиском. Следећи степен турбине мање трпи, пошто је претходни већ одузео део енергије гаса.
Поред тога што се енергија са турбинских кола одводи преко вратила за погон блокова компресора, за обнављање енергије мотора, део енергије са вратила, одводи се на погон авионских агрегата, односно система, као што су хидро и уљна инсталација и електрична мрежа итд. Одводи се и део ваздуха из компресора за климатизацију кабине и за друге потребе. Приближно две трећине, од укупне енергије, потроши компресор, односно генерише турбина за његов погон. Остатак, од једне трећине, се искористи кроз млазницу за генерисање импулса силе, односно за потисак.

### Млазница
После проласка кроз турбинска кола, гасови се шире кроз издувну млазницу, по пројектованој законитости, у тежњи да им се изједначи притисак са спољним атмосферским. У томе процесу ширења, достижу велику брзину иза авиона. Код конвергентне млазнице, постепено се сужавају попречни пресеци у најуже „грло“. У њему се постиже брзина звука и даље гас наставља да струји са надзвучном брзином, до излаза у траг иза авиона.
Ако се угради конвергентно-дивергентна Лавалова млазница  (детаљније је она обрађена у чланку Аеротунели), дивергентни део доприноси да се постигну надзвучне брзине гасова унутар саме ње. То је нешто ефикасније за потисак, од коришћења конвергентних млазница. Међутим, то је додатна тежина и сложеност, јер се са дивергентним делом млазнице мора променљиво управљати (регулисати), подешавати према режиму рада мотора. Према томе конструктор је пред избором да ли једноставније, али са мање оптимизираним ефектом, или са већом оптимизацијом, са плаћањем цене веће масе и компликацијом техничких решења.
Примарни циљ млазнице је, да се гас под притиском у мотору, у скученој запремини, максимално убрза у најужем делу млазнице (грлу), затим да се исти прошири у излазну струју и изједначи са атмосферским притиском. То му даје велику количину кретања, односно велики потисак за погон авиона.
Енергетски се убрзање остварује од загрејаног гаса, под притиском и тај процес ширења је адијабатски, када се ради дуж млазнице, углавном је реверзибилно, а самим тим и ефикасно, хлади се и шири и убрзава се. Топлији гас под већим притиском улази у млазницу, са већом брзином истиче и сила потиска је резултат тога процеса.
Једноставна конвергентна млазница се користи на многим млазним моторима. Уколико је однос притиска у млазници изнад критичне вредности (око 1,8:1), кроз конвергентну млазницу струјање ће се у грлу „давити“ (стиснути), резултат чега је потисак. Без обзира што је већи део бруто потиска произведен и даље ће бити додатни његов прираст, све док постоји разлика притиска иза грлу млазнице и статичког у слободној спољној атмосфери. У принципу, уска конвергентна млазница даје велике брзине издувних гасова, али мањи потисак, а широка конвергентна млазница даје мању брзину, али већи потисак.
На моторима без допунског сагоревања млазнице су фиксне геометрије, јер разлика атмосферског притиска у оквиру оперативних висина лета прави малу разлику у унутрашњој аеродинамици мотора и млазнице променљиве геометрије би биле непотребан и скуп луксуз.
Многи војни борбени мотори садрже допунско сагоревање у своме издувном систему и морају имати променљиву геометрију попречног пресека грла. Када је допунски систем укључен, грло млазнице мора бити повећано, за проток додатних издувних гасова. Грло променљиве геометрије се постиже са међусобним померањем низа преклопљених „латица“, што приближно захтева кружни попречни пресек млазнице (приказано је на слици).

### Допунско сагоревање
Допунско сагоревање је уређај на завршном делу млазног мотора. Обезбеђује допунску убризгавање горива (керозина), директно у вреле издувне гасове, где исто сагорева и повећава укупну енергију гаса, па и потисак као основни циљ. Недостатак овога процеса је високо пеналисање са великом потрошњом горива. Допунско сагоревање се искључиво користи на борбеним авионима, за лет са надзвучном брзином и у екстремном маневрисању у борби.
За сада могу само неколико авиона на свету летети брже од брзине звука, без укључивања уређаја за допунско сагоревање, најзначајнији су F-22 раптор и Сухој ПАК ФА.

### Супротан потисак
Супротан смер потиска служи за успоравање авиона при слетању и укључује се после самог тренутка додира точкова стајних органа и полетно слетне стазе. Значајно доприноси скраћивању дужине стазе „трчања“, после слетања, штедњи кочница и повећању безбедности авиона, да не скрене са стазе при „трчању“. Уређај се састоји од пар плоча (врата) постављених на кинематски механизам, на задњем делу мотора. При команди пилота за обрнути потисак (при додиру стазе), плоче се поставе на излаз из млазнице, под углом тако да струјање гаса из млазнице преусмере унапред. Овај уређај је погоднији од кочног падобрана, али му је сложеније решење и далеко је скупљи. За безбедност авиона, било би фатално ако би се намерно или не намерно овај уређај укључио у лету.

## Сила потиска
Силу потиска турбомлазног мотора дефинише:
{\displaystyle F_{N}=({\dot {m}}_{vaz}+{\dot {m}}_{gor})V_{gas}-{\dot {m}}_{vaz}V_{0}}
Где су:
| {\displaystyle \ F_{N}}                                            | номинална сила потиска                                                            |
| {\displaystyle {\dot {m}}_{vaz}}                                   | проток ваздуха у јединици времена кроз мотор                                      |
| {\displaystyle {\dot {m}}_{gor}}                                   | проток горива у јединици времена кроз мотор                                       |
| {\displaystyle {\dot {m}}_{gas}={\dot {m}}_{vaz}+{\dot {m}}_{gor}} | укупни проток гаса у јединици времена из мотора                                   |
| {\displaystyle V_{gas}\;}                                          | је брзина истицања гаса из млазнице, под претпоставком да је мања од брзине звука |
| {\displaystyle V_{0}\;}                                            | је не поремећена брзина ваздуха, односно брзина авиона                            |
| {\displaystyle ({\dot {m}}_{vaz}+{\dot {m}}_{gor})V_{gas}}         | представља силу потиска, генерисану млазницом                                     |
| {\displaystyle {\dot {m}}_{vaz}V_{0}}                              | представља силу чеоног отпора                                                     |

За услове Лавалове млазнице са грлом, у коме је брзина струјања гаса једнака брзини звука, тада је струјање пригушено. Уколико је притисак у грлу пригушеног струјања већи од атмосферског (спољњег), на вредност горње једначине за силу потиска треба додати и компоненту силе од разлике притисака која делује на површину пресека грла.
Количина јединичног протока горива, у односу на величину протока ваздуха је занемарљиво мала и може се занемарити. Тада се једначина за силу потиска поједностављује:
{\displaystyle F_{N}={\dot {m}}_{vaz}(V_{gas}-V_{0})}
Брзина гаса из млазнице је већа од брзине авиона {\displaystyle \ V_{gas}>\ V_{0}}, тада сила потиска делује унапред.
Брзина гаса се може срачунати на основу термодинамичког процеса, по адијабатској законитости ширења гаса.
Код типичних једноставних турбомлазних мотора производи се потиска по снази турбине око 15 mN/W.

## Циклус побољшања
Термодинамику турбомлазног мотора осликава Брајтонов циклус. Повећава се укупни притисак у систему и уноси се топлота у комори сагоревања (повећава се температура). Дакле, на статично гориво и проток ваздуха, преноси се топлота, повећава се температура њихових продукта сагоревања, гаса доведеног на турбину. Са порастом температуре повећава се и компресија, подразумева се да постоји већи пад температуре иза турбинског кола, али у млазници температура је непромењена, јер иста количина топлоте се континуално додаје у систем, који је затворен. Могуће је повећање притиска у млазници, ако укупни однос притиска нарасте тада гас од турбине касни са експанзијом и разлика је већа у грлу и слободној атмосфери. Сходно томе, нето потисак се повећава, док се специфична потрошња горива смањује.
Тако турбомлазни мотори могу бити економичнији и ефикаснији, са подизањем укупног притиска и температуре гаса испред турбине. Међутим, бољи материјали лопатица турбине и њихово хлађење морају бити предуслов за ту оптимизацију. Повећање ових параметара изискује и боље материјале и за компресор.
Минимизирање топлотних губитака и са оптимизацијом довода топлоте се повећава користан рад и однос уложене и искоришћене енергије.

## Историјски и технолошки значајни примери примене турбомлазних мотора
- Хајнкел He 178: први авион са млазним мотором
- Месершмит Me 262: први ловац са млазним мотором
- Де Хевиленд комет: први путнички авион са млазним мотором
- Конкорд и Тупољев Ту-144: надзвучни путнички авиони